# Lawson Duncan
Lawson Duncan (* 26. Oktober 1964 in Asheville, North Carolina) ist ein ehemaliger US-amerikanischer Tennisspieler.

## Leben
Duncan spielte ein Jahr für die Clemson University. Er erreichte das Einzelfinale der National Collegiate Athletic Association, in dem er Mikael Pernfors unterlag. Daraufhin wurde er in die Bestenauswahl All-American gewählt. Gegen Ende des Jahres 1984 wurde er Tennisprofi. Im darauf folgenden Jahr erreichte er dreimal das Finale eines ATP-Turniers, verlor aber alle drei Partien. 1986 verlief deutlich schlechter, seine besten Resultate waren Viertelfinalteilnahmen in Bari und Saint-Vincent. Aufgrund von Verletzungen konnte er 1987 nur wenige Partien bestreiten. Da er auf der Weltrangliste abgerutscht war, spielte er auf der ATP Challenger Tour; dort konnte er die Turniere von Agadir und Casablanca für sich entscheiden. Zwischen 1988 und 1990 stand er noch weitere drei Male in einem Finale auf der ATP World Tour. Im Laufe seiner Karriere konnte er dort jedoch nie einen Sieg erringen. Seine höchste Notierung in der Tennis-Weltrangliste erreichte er 1985 mit Position 47 im Einzel sowie 1987 Position 182 im Doppel.
Sein bestes Einzelergebnis bei einem Grand-Slam-Turnier war das Erreichen des Achtelfinales der French Open 1989, in dem er dem Titelverteidiger Mats Wilander unterlegen war.

## Erfolge
| Legende                       |
| Grand Slam                    |
| Tennis Masters Cup            |
| ATP Masters Series            |
| ATP International Series Gold |
| ATP International Series      |
| ATP Challenger Tour (3)       |

### Einzel

#### Turniersiege
| Nr. | Datum            | Turnier    | Belag | Finalgegner           | Ergebnis |
| --- | ---------------- | ---------- | ----- | --------------------- | -------- |
| 1.  | 30. März 1987    | Agadir     | Sand  | Jim Pugh              | 6:4, 6:2 |
| 2.  | 12. Oktober 1987 | Casablanca | Sand  | Massimiliano Narducci | 7:5, 6:1 |
| 3.  | 18. Juli 1988    | Hanko      | Sand  | Christer Allgårdh     | 6:2, 6:4 |

#### Finalteilnahmen
| Nr. | Datum          | Turnier    | Belag | Finalgegner        | Ergebnis      |
| --- | -------------- | ---------- | ----- | ------------------ | ------------- |
| 1.  | 15. April 1985 | Bari       | Sand  | Claudio Panatta    | 2:6, 6:1, 6:7 |
| 2.  | 22. April 1985 | Marbella   | Sand  | Horacio de la Peña | 0:6, 3:6      |
| 3.  | 13. Mai 1985   | Madrid     | Sand  | Andreas Maurer     | 5:7, 2:6      |
| 4.  | 4. Juli 1988   | Boston     | Sand  | Thomas Muster      | 2:6, 2:6      |
| 5.  | 8. Mai 1989    | Charleston | Sand  | Jay Berger         | 4:6, 3:6      |
| 6.  | 11. Juni 1990  | Florenz    | Sand  | Magnus Larsson     | 7:6, 5:7, 0:6 |